# Băișoara
Băișoara es una comuna Rumania, en el distrito de Cluj. Su población en el censo de 2002 era de 2.353 habitantes.
- Datos: Q12724615
- Multimedia: Băișoara, Cluj / Q12724615

1. ↑  Worldpostalcodes.org,código postal n.º 407065.